# La Figlia Oscura
A Filha Perdida é um romance publicado pela escritora Elena Ferrante em 2005, em italiano (título original: La Figlia Oscura), e traduzido para o português em 2017.
O romance foi adaptado para o cinema no filme de mesmo nome, na estreia na direção de Maggie Gylenhall, estrelado por Olivia Colman, Jessie Buckley e Dakota Johnson .

## Trama
Leda é uma professora de inglês de 48 anos que decide passar as férias de verão em uma praiana costa jônica. Suas filhas de 20 anos, Bianca e Marta, estão no Canadá com o ex-marid,o Gianni, então Leda está livre para passar um tempo sozinha. Depois de alugar uma pequena cobertura com vista para o mar, a mulher vai à praia e começa as férias. Já no primeiro dia ela nota uma jovem mãe com sua filhinha e as duas impressionam Leda não só porque são decididamente mais refinadas que o resto de sua família rude, mas também porque ela vê nelas ecos de seu próprio passado.
Com o passar dos dias, Leda continua observando a família napolitana, conhece sua dinâmica e descobre os nomes da jovem mãe e da criança: Nina e Elena. O fascínio de Leda pelo casal a leva a descobrir cada vez mais sobre eles, também graças ao jovem salva-vidas Gino. No fim de semana, a família aumenta com a chegada de outros parentes, entre eles o marido de Nina, um homem mais velho e menos refinado por quem Leda sente uma repulsa instantânea. Enquanto ela se enfurece com o barulho alegre da praia, Leda percebe que Nina está procurando desesperadamente por Elena e a professora relembra um episódio semelhante de sua juventude, quando ela também perdeu a filha na praia. Movido pela compaixão, Leda sai em busca de Elena e acaba encontrando-a e trazendo-a de volta para sua família. Ela também encontra a boneca da menina e, sem saber por que, esconde-a na bolsa e leva consigo.
Leda está decidida a devolver a boneca no dia seguinte, mas o mau tempo a obriga a adiar seus planos e adiar o retorno à praia. Enquanto caminha pela cidade, a mulher vai a uma loja de brinquedos comprar algumas roupas para a boneca; aqui ela conhece Nina, Elena e Rosaria (cunhada de Nina), que agradecem por ter encontrado seu bebê na véspera e contam que a menina está histérica desde que não consegue mais encontrar a boneca. Leda não confessa que tem a sua boneca e enquanto fala sobre a maternidade com Nina e Rosaria admite para sua própria surpresa que abandonou as filhas por três anos na infância. Rosaria e Nina ficam perturbadas com a revelação e vão embora às pressas.
Determinada a devolver a boneca, Leda liga para o número de um panfleto postado pela família de Elena para encontrar o brinquedo e é Nina quem atende, mas a protagonista a surpreende em um momento íntimo com Gino. Nos dias seguintes, ainda sem devolver a boneca, Leda acaba por compreender que o seu fascínio por Nina surge sobretudo por ela se reconhecer nela. Assim como Nina, Leda também era uma jovem e talentosa mãe presa a uma situação claustrofóbica e enervante, da qual escapara quando as filhas ainda eram pequenas para se dedicar à carreira acadêmica e ao relacionamento com um conceituado professor de inglês. Ela voltou para as filhas apenas três anos depois e, desde então, reconstruiu meticulosamente um relacionamento com elas.
Gino pergunta a Leda se ela pode usar sua casa para um encontro secreto com Nina e a mulher responde dizendo a Nina para perguntar diretamente a ela. Nina entra em contato com Leda, que a convida para sua casa. Leda tenta incentivá-la a voltar a estudar, a deixar o marido e fazer como ela, mas para Nina, o comportamento de Leda é claramente o de uma mãe antinatural. No entanto, Leda concorda em deixar as chaves do apartamento para ela e também devolve o brinquedo. Nina reage violentamente ao descobrir que Leda guardou a boneca todo esse tempo apesar de saber o quanto Elena sofreu sem ela, a insulta e a espeta com um alfinete de chapéu que a própria Leda lhe deu. Deixada sozinha, Leda faz as malas e decide voltar para Florença, mas antes de sair de casa recebe um telefonema das filhas.

## Personagens
- Leda: protagonista e narradora. Professora de literatura inglesa de 48 anos, divorciada, mãe de duas filhas.
- Nina: jovem mãe de vinte e dois.
- Elena: também conhecida como Lenù, filha de Nina.
- Rosaria: Cunhada de Nina, está esperando seu primeiro filho.
- Gino: salva-vidas na praia onde Leda vai, se apaixona por Nina.
- Giovanni: faz-tudo de setenta anos, administra a cobertura alugada por Leda.
- Bianca: a filha mais velha de Leda e Gianni.
- Marta: a filha mais nova de Leda e Gianni.
- Professor Hardy: estimado anglicista e amante de Leda por um período.

## Recepção
O livro foi bem recebido pela crítica. Um tema principal apontado é o que Leda chama de "mães não naturais", ou seja, como ela quebra "alguns dos tabus sagrados da maternidade ao colocar suas necessidades e ambições antes das de suas filhas". Tanto o romance quanto a adaptação cinematográfica conseguem mostrar a relação entre mãe e filho pequeno como simbiótica, mas sufocante. Ao mostrar o desespero de uma jovem talentosa por estar fechada em casa, o romance permite repensar a maternidade. Segundo os críticos: "Este é o poder devastador de Ferrante como romancista: ela navega pelos campos minados emocionais e registra impiedosamente o ciclo de danos psicológicos entre várias gerações de mulheres na família de Leda em linguagem direta e quase concisa".
A boneca roubada por Leda ganha grande importância dramática, como apontaram os críticos: "A boneca é uma pedra de Rosetta emocional, desencadeando uma enxurrada de memórias da própria infância infeliz de Leda, incluindo as ameaças intermináveis de sua mãe de ir embora e sua vida adulta infeliz".
Vários críticos também apontaram a semelhança de temas com os mais famosos romances napolitanos , como uma história entre duas mulheres que se espelham.

## Adaptação
Em 2018, Maggie Gyllenhaal adquiriu os direitos de adaptação do romance de Elena Ferrante. No mesmo ano, enquanto o filme ainda estava sendo produzido, Elena Ferrante escreveu sobre a adaptação em sua coluna no The Guardian, dizendo que a história era "agora dela [de Gylenhaal] para contar". A coluna foi posteriormente publicada em seu livro de não ficção, L'Invenzione Occasionale. Gylenhaal escreveu e dirigiu a adaptação cinematográfica, estrelada por Olivia Colman, Jessie Buckley, Dakota Johnson, Peter Sarsgaard, Ed Harris e Paul Mescal .
The Lost Daughter estreou no 78º Festival Internacional de Cinema de Veneza em 3 de setembro de 2021, onde Gyllenhaal ganhou o Prêmio Golden Osella de Melhor Roteiro. Teve um lançamento teatral limitado nos Estados Unidos em 17 de dezembro de 2021, antes de ser transmitido pela Netflix em 31 de dezembro. O filme foi aclamado pela crítica, e no 94º Oscar recebeu três indicações: Melhor Atriz (Colman), Melhor Atriz Coadjuvante (Buckley) e Melhor Roteiro Adaptado.